# Hypoatherina tropicalis
Hypoatherina tropicalis és una espècie de peix pertanyent a la família dels aterínids.

## Descripció
- Pot arribar a fer 12,5 cm de llargària màxima.
- 6-9 espines i 8-11 radis tous a l'aleta dorsal i 1 espina i 11-14 radis tous a l'anal.
- Absència de llavis.[6][7]

## Hàbitat
És un peix marí, pelàgic-nerític i de clima tropical.

## Distribució geogràfica
Es troba al Pacífic occidental: Nova Guinea, el nord i l'est d'Austràlia, l'illa de Bougainville i l'illa de Lord Howe.

## Costums
És sovint vist saltant fora de l'aigua (especialment després del capvespre). A la nit apareix agrupat amb Atherinomorus capricornensis al voltant d'One Tree Island (Queensland, Austràlia).

## Observacions
És inofensiu per als humans.